# Pero juruana
Pero juruana là một loài bướm đêm trong họ Geometridae.